# Periscepsia nubilipennis
Periscepsia nubilipennis là một loài ruồi trong họ Tachinidae.